# Dikeri
Dikeri es un corregimiento del distrito de Müna, en la comarca Ngäbe-Buglé, República de Panamá. Su creación fue establecida mediante Ley 31 del 10 de mayo de 2012, siendo segregado del corregimiento de Chichica. Su cabecera es Alto Higuerón.